# Stazione di Limerick
La stazione di Limerick Colbert  è una stazione ferroviaria che fornisce servizio a Limerick, contea di Limerick, Irlanda. Attualmente le linee che vi passano sono la ferrovia Limerick–Ballybrophy, il Western Railway Corridor, la ferrovia Dublino–Cork, anche se è necessario uno scambio a Limerick Junction e il Limerick Suburban Rail. La stazione, che è il capolinea di tutte le linee appena citate, fu aperta il 28 agosto 1858 ed è dotata di quattro binari.
La struttura ha sostituito una vecchia stazione, situata 500 m più a est, che era stata aperta il 9 maggio 1848. Inizialmente nominata Limerick fu ribattezzata, il 10 aprile 1966, col nome di Cornelius Colbert, uno dei leader patrioti della rivolta di Pasqua del 1916, giustiziati dopo la soppressione inglese della stessa.

## Servizi ferroviari
- Ferrovia Limerick–Ballybrophy
- Western Railway Corridor
- Limerick Suburban Rail
- Dublino Cork via Limerick Junction

## Servizi
- Servizi igienici
- Capolinea autolinee
- Biglietteria a sportello
- Biglietteria self-service
- Distribuzione automatica cibi e bevande